# Rocky II
Rocky II is een Amerikaanse film uit 1979, geregisseerd en geschreven door Sylvester Stallone, die tevens de hoofdrol speelt. De film vertelt het verhaal van Rocky Balboa. De film ging in Nederland in première op 31 januari 1980. De film is opgedragen aan Jane Oliver, de eerste impresario van Stallone die aan kanker overleed in 1975.

## Verhaal
Rocky Balboa loopt een ernstige oogwond op tijdens het gevecht met zwaargewicht Apollo Creed en moet geopereerd worden. Hoewel de ingreep geslaagd is, adviseren de artsen niet meer te boksen. Rocky volgt hun advies op, maar ontdekt al snel dat het leven buiten de ring moeilijk en hard is. Hij heeft geen diploma's en moet zich tevreden stellen met slecht betaalde baantjes. Daar komt nog bij dat zijn vrouw Adrian zwanger is. Rocky wil voor haar en het kind alles kopen wat hun hartjes verlangen.

## Rolverdeling
| Acteur             | Personage        |
| ------------------ | ---------------- |
| Sylvester Stallone | Rocky Balboa     |
| Talia Shire        | Adrianna Pennino |
| Burt Young         | Paulie           |
| Carl Weathers      | Apollo Creed     |
| Burgess Meredith   | Mickey Goldmill  |
| Tony Burton        | Duke             |
| Joe Spinell        | Tony Gazzo       |